# Classics Live! I och II
Classic Live! I och II är två Livealbum av Aerosmith där den första skivan är utgiven i april 1986 och den andra skivan i juni 1987.

## Låtlista
Alla låtar är skrivna av Joe Perry och Steven Tyler om inget annat namn anges.

### Skiva 1
1. "Train Kept A-Rollin'" (Tiny Bradshaw/Lois Mann/Howard Kay) - 3:18
2. "Kings and Queens" (Jack Douglas/Tom Hamilton/Joey Kramer/Steven Tyler/Brad Whitford) - 4:39
3. "Sweet Emotion" (Tom Hamilton/Steven Tyler) - 5:00
4. "Dream On" (Steven Tyler) - 5:02
5. "Mama Kin" (Steven Tyler) - 3:43
6. "Thre Mile Smlie/Reefer Head Woman" (Joe Perry/Steven Tyler)/(J. Bennett/Jazz Gilum/Lester Melrose) - 4:55
7. "Lord Of Things" (Steven Tyler) - 6:42
8. "Major Barbara" (Steven Tyler) - 4:01

### Skiva 2
1. "Back in the Saddle" - 4:39
2. "Walk This Way" - 4:22
3. "Movin' Out" - 5:45
4. "Draw the Line" - 5:05
5. "Same Old Song and Dance" - 5:23
6. "Last Child" (Steven Tyler/Brad Whitford) - 3:44
7. "Let the Music Do the Talking" (Joe Perry) - 5:47
8. "Toys in the Attic" - 4:05